# Сілвер-Ридж (Нью-Джерсі)
Сілвер-Ридж (англ. Silver Ridge) — переписна місцевість (CDP) в США, в окрузі Оушен штату Нью-Джерсі. Населення — 1167 осіб (2020).

## Географія
Сілвер-Ридж розташований за координатами 39°57′42″ пн. ш. 74°14′9″ зх. д. / 39.96167° пн. ш. 74.23583° зх. д. (39.961716, -74.235938).  За даними Бюро перепису населення США в 2010 році переписна місцевість мала площу 1,22 км², з яких 1,21 км² — суходіл та 0,01 км² — водойми.

## Демографія
Згідно з переписом 2010 року, у переписній місцевості мешкали 1133 особи в 749 домогосподарствах у складі 309 родин. Густота населення становила 932 особи/км².  Було 827 помешкань (680/км²).
Расовий склад населення:
| - 96,9 % — білих - 1,4 % — чорних або афроамериканців - 0,4 % — азіатів - 0,1 % — корінних американців |

До двох чи більше рас належало 0,6 %. Частка іспаномовних становила 3,4 % від усіх жителів.
За віковим діапазоном населення розподілялося таким чином: 0,4 % — особи молодші 18 років, 30,1 % — особи у віці 18—64 років, 69,5 % — особи у віці 65 років та старші. Медіана віку мешканця становила 71,2 року. На 100 осіб жіночої статі у переписній місцевості припадало 63,5 чоловіків;  на 100 жінок у віці від 18 років та старших — 63,7 чоловіків також старших 18 років.
Середній дохід на одне домашнє господарство  становив 41 546 доларів США (медіана — 34 286), а середній дохід на одну сім'ю — 53 203 долари (медіана — 47 614). За межею бідності перебувало 7,0 % осіб, у тому числі 100,0 % дітей у віці до 18 років та 3,6 % осіб у віці 65 років та старших.
Цивільне працевлаштоване населення становило 299 осіб. Основні галузі зайнятості: освіта, охорона здоров'я та соціальна допомога — 29,4 %, роздрібна торгівля — 28,1 %, фінанси, страхування та нерухомість — 10,0 %, публічна адміністрація — 6,4 %.